# Volley Modena 2004-2005
Questa voce raccoglie le informazioni riguardanti il Volley Modena nelle competizioni ufficiali della stagione 2004-2005.

## Stagione
La stagione 2004-05 è per il Volley Modena la quarantacinquesima, la trentaquattresima consecutiva, in Serie A1; sulla panchina viene chiamato Daniele Borselli, sostituito a campionato in corso da Roberto Lobietti, mentre la rosa viene quasi del tutto rivoluzionata con le uniche conferme di Francesca Ferretti, Diana Marc, Cinzia Benedetti e Iveta Mikušová: tra gli acquisti spiccano quelli di Mariola Barbachowska, Yudelkys Bautista e Brigitte Soucy, invece per le cessioni quelle di Heather Bown, Hanka Pachale, Stacy Sykora, Annamaria Marasi e Milagros Cabral.
Il campionato si apre con una vittoria sulla Pallavolo Reggio Emilia: a questa fanno però seguito sette sconfitte consecutive, fino ad un nuovo successo alla nona giornata per 3-1 contro la Pallavolo Chieri; il girone di andata si conclude con una sconfitta e una vittoria che portano la squadra al nono posto in classifica. Anche il girone di ritorno è battezzato con una vittoria sempre contro la squadra di Reggio Emilia: a questa però seguono solamente sconfitte che fanno cadere il club all'ultimo posto in classifica; al termine della regular season il Volley Modena retrocede in Serie A2.
Tutte le squadre partecipanti alla Serie A1 2004-05 sono di diritto qualificate alla Coppa Italia; dopo aver chiuso la fase a gironi al secondo posto in classifica con due vittorie e due sconfitte, la squadra è ammessa agli ottavi di finale dove incontra il Giannino Pieralisi Volley: questa vince sia la gara di andata che quella di ritorno, estromettendo le emiliane dalla competizione.

## Organigramma societario
Area tecnica
- Allenatore: Daniele Berselli (fino al 15 novembre 2004), Roberto Lobietti (dal 15 novembre 2004)
- Allenatore in seconda: Maurizio Scacchetti (dal 22 settembre 2004)

Area sanitaria
- Medico: Domenico Amuso, Ferdinando Tripi
- Preparatore atletico: Christian Verona
- Fisioterapista: Paolo Zucchi

## Rosa
| N° | Nome                 | Ruolo | Data di nascita  | Nazionalità sportiva |
| -- | -------------------- | ----- | ---------------- | -------------------- |
| 1  | Micaela Vogel        | C     | 12 gennaio 1984  | Argentina            |
| 2  | Tonia Mezzapesa      | P     | 8 gennaio 1985   | Italia               |
| 4  | Atika Bouagaa        | S     | 22 maggio 1982   | Germania             |
| 5  | Mariola Barbachowska | L     | 3 luglio 1982    | Polonia              |
| 7  | Yudelkys Bautista    | C     | 5 dicembre 1974  | Rep. Dominicana      |
| 8  | Iveta Mikušová       | C     | 7 agosto 1969    | Italia               |
| 9  | Brigitte Soucy       | S     | 11 ottobre 1972  | Canada               |
| 10 | Diana Marc           | S     | 17 agosto 1979   | Romania              |
| 11 | Kamila Frątczak      | S     | 25 novembre 1979 | Polonia              |
| 12 | Francesca Ferretti   | P     | 15 febbraio 1984 | Italia               |
| 15 | Cinzia Benedetti     | C     | 28 aprile 1976   | Italia               |
| 16 | Judith Sylvester     | S/O   | 13 ottobre 1977  | Germania             |

## Mercato
| Acquisti | Acquisti             | Acquisti        | Acquisti   |
| R.       | Nome                 | da              | Modalità   |
| -------- | -------------------- | --------------- | ---------- |
| L        | Mariola Barbachowska | Stal Mielec     | definitivo |
| C        | Yudelkys Bautista    | Sassuolo        | definitivo |
| S        | Atika Bouagaa        | Münster         | definitivo |
| S        | Kamila Frątczak      | Calisia         | definitivo |
| P        | Tonia Mezzapesa      | Busto Arsizio   | definitivo |
| S        | Brigitte Soucy       | Chieri          | definitivo |
| S/O      | Judith Sylvester     | ?               | definitivo |
| C        | Micaela Vogel        | Olimpia Ravenna | definitivo |

| Cessioni | Cessioni         | Cessioni           | Cessioni   |
| R.       | Nome             | a                  | Modalità   |
| -------- | ---------------- | ------------------ | ---------- |
| S        | Teodora Bečeva   | Reggio Emilia      | definitivo |
| C        | Heather Bown     | Santeramo          | definitivo |
| S        | Milagros Cabral  | Los Cachorros      | definitivo |
| L        | Marzia Golinelli | Reggio Emilia      | definitivo |
| P        | Annamaria Marasi | ?                  | definitivo |
| S        | Hanka Pachale    | Giannino Pieralisi | definitivo |
| L        | Stacy Sykora     | Giannino Pieralisi | definitivo |

## Risultati

### Serie A1

#### Girone di andata
| 1ª giornata - 9 ottobre 2004 PalaBigi, Reggio nell'Emilia           | Reggio Emilia      | 1 - 3 | Modena        | 30-28, 21-25, 19-25, 32-34       |
| 2ª giornata - 17 ottobre 2004 PalaPanini, Modena                    | Modena             | 0 - 3 | Sirio Perugia | 22-25, 23-25, 22-25              |
| 3ª giornata - 24 ottobre 2004 PalaNorda, Bergamo                    | Bergamo            | 3 - 0 | Modena        | 25-20, 25-17, 25-14              |
| 4ª giornata - 30 ottobre 2004 PalaPanini, Modena                    | Modena             | 0 - 3 | Asystel       | 20-25, 21-25, 17-25              |
| 5ª giornata - 7 novembre 2004 Palazzetto dello Sport, Bari Sardo    | Airone             | 3 - 2 | Modena        | 25-23, 25-12, 19-25, 17-25, 15-9 |
| 6ª giornata - 14 novembre 2004 PalaPanini, Modena                   | Modena             | 1 - 3 | Santeramo     | 25-20, 19-25, 21-25, 22-25       |
| 7ª giornata - 21 novembre 2004 PalaTriccoli, Jesi                   | Giannino Pieralisi | 3 - 0 | Modena        | 25-15, 25-23, 25-16              |
| 8ª giornata - 5 dicembre 2004 PalaGalassi, Forlì                    | Forlì              | 3 - 1 | Modena        | 25-21, 25-18, 19-25, 25-20       |
| 9ª giornata - 11 dicembre 2004 PalaPanini, Modena                   | Modena             | 3 - 1 | Chieri        | 25-23, 25-19, 24-26, 25-21       |
| 10ª giornata - 19 dicembre 2004 PalaDionigi, Sant'Angelo in Lizzola | Robursport Pesaro  | 3 - 0 | Modena        | 25-22, 25-23, 25-19              |
| 11ª giornata - 22 dicembre 2004 PalaPanini, Modena                  | Modena             | 3 - 1 | Vicenza       | 25-19, 25-19, 17-25, 25-19       |

#### Girone di ritorno
| 12ª giornata - 8 gennaio 2005 PalaPanini, Modena                 | Modena        | 3 - 1 | Reggio Emilia      | 18-25, 25-21, 25-20, 25-14 |
| 13ª giornata - 15 gennaio 2005 PalaEvangelisti, Perugia          | Sirio Perugia | 3 - 0 | Modena             | 25-14, 25-14, 25-10        |
| 14ª giornata - 22 gennaio 2005 PalaPanini, Modena                | Modena        | 0 - 3 | Bergamo            | 19-25, 14-25, 10-25        |
| 15ª giornata - 30 gennaio 2005 PalaDalLago, Novara               | Asystel       | 3 - 1 | Modena             | 25-22, 20-25, 25-19, 25-15 |
| 16ª giornata - 13 febbraio 2005 PalaPanini, Modena               | Modena        | 0 - 3 | Airone             | 20-25, 18-25, 19-25        |
| 17ª giornata - 20 febbraio 2005 PalaCooper, Santeramo in Colle   | Santeramo     | 3 - 1 | Modena             | 20-25, 25-20, 25-15, 25-19 |
| 18ª giornata - 27 febbraio 2005 PalaPanini, Modena               | Modena        | 0 - 3 | Giannino Pieralisi | 17-25, 19-25, 13-25        |
| 19ª giornata - 6 marzo 2005 PalaPanini, Modena                   | Modena        | 1 - 3 | Forlì              | 20-25, 23-25, 25-20, 19-25 |
| 20ª giornata - 2 marzo 2005 PalaMaddalene, Chieri                | Chieri        | 3 - 1 | Modena             | 25-23, 24-26, 25-23, 25-21 |
| 21ª giornata - 20 marzo 2005 PalaPanini, Modena                  | Modena        | 0 - 3 | Robursport Pesaro  | 23-25, 9-25, 21-25         |
| 22ª giornata - 23 marzo 2005 Palasport Città di Vicenza, Vicenza | Vicenza       | 3 - 1 | Modena             | 25-18, 25-14, 23-25, 25-11 |

### Coppa Italia

#### Fase a gironi
| 2ª giornata - 6 ottobre 2004 PalaPanini, Modena                   | Modena  | 3 - 0 | Airone  | 25-18, 24-26, 25-17, 25-18        |
| 3ª giornata - 16 ottobre 2004 Palasport Città di Vicenza, Vicenza | Vicenza | 3 - 1 | Modena  | 25-23, 19-25, 25-10, 25-16        |
| 5ª giornata - 27 ottobre 2004 Palazzetto dello Sport, Nuoro       | Airone  | 3 - 1 | Modena  | 25-20, 22-25, 25-23, 25-18        |
| 6ª giornata - 3 novembre 2004 PalaPanini, Modena                  | Modena  | 3 - 2 | Vicenza | 23-25, 25-23, 25-23, 17-23, 15-12 |

#### Fase a eliminazione diretta
| Ottavi di finale (andata) - 10 novembre 2004 PalaPanini, Modena  | Modena             | 0 - 3 | Giannino Pieralisi | 26-28, 16-25, 15-25 |
| Ottavi di finale (ritorno) - 17 novembre 2004 PalaTriccoli, Jesi | Giannino Pieralisi | 3 - 0 | Modena             | 25-21, 25-18, 25-21 |

## Statistiche

### Statistiche di squadra
| Competizione | Punti | In casa | In casa | In casa | In trasferta | In trasferta | In trasferta | Totale | Totale | Totale |
| Competizione | Punti | G       | V       | P       | G            | V            | P            | G      | V      | P      |
| ------------ | ----- | ------- | ------- | ------- | ------------ | ------------ | ------------ | ------ | ------ | ------ |
| Serie A1     | 13    | 11      | 3       | 8       | 11           | 1            | 10           | 22     | 4      | 18     |
| Coppa Italia | 5     | 3       | 2       | 1       | 3            | 0            | 3            | 6      | 2      | 4      |
| Totale       | -     | 14      | 5       | 9       | 14           | 1            | 13           | 28     | 6      | 22     |

G = partite giocate; V = partite vinte; P = partite perse

### Statistiche dei giocatori
| Giocatore       | Serie A1 | Serie A1 | Serie A1 | Serie A1 | Serie A1 | Coppa Italia | Coppa Italia | Coppa Italia | Coppa Italia | Coppa Italia | Totale | Totale | Totale | Totale | Totale |
| Giocatore       | P        | PT       | AV       | MV       | BV       | P            | PT           | AV           | MV           | BV           | P      | PT     | AV     | MV     | BV     |
| --------------- | -------- | -------- | -------- | -------- | -------- | ------------ | ------------ | ------------ | ------------ | ------------ | ------ | ------ | ------ | ------ | ------ |
| M. Barbachowska | 21       | -        | -        | -        | -        | 6            | -            | -            | -            | -            | 27     | -      | -      | -      | -      |
| Y. Bautista     | 21       | 247      | 226      | 15       | 6        | 4            | 44           | 33           | 7            | 4            | 25     | 291    | 259    | 22     | 10     |
| C. Benedetti    | 19       | 97       | 59       | 34       | 4        | 6            | 29           | 19           | 10           | 0            | 25     | 126    | 78     | 44     | 4      |
| A. Bouagaa      | 14       | 95       | 92       | 3        | 0        | 4            | 50           | 44           | 2            | 4            | 18     | 145    | 136    | 5      | 4      |
| F. Ferretti     | 21       | 70       | 29       | 25       | 16       | 6            | 11           | 1            | 5            | 5            | 27     | 81     | 30     | 30     | 21     |
| K. Frątczak     | 5        | 46       | 37       | 5        | 4        | 2            | 13           | 10           | 3            | 0            | 7      | 59     | 47     | 8      | 4      |
| D. Marc         | 18       | 122      | 109      | 10       | 3        | 6            | 63           | 55           | 3            | 5            | 24     | 185    | 164    | 13     | 8      |
| T. Mezzapesa    | 4        | 0        | 0        | 0        | 0        | 2            | 0            | 0            | 0            | 0            | 6      | 0      | 0      | 0      | 0      |
| I. Mikušová     | 22       | 142      | 107      | 31       | 4        | 5            | 40           | 31           | 8            | 1            | 27     | 182    | 138    | 39     | 5      |
| B. Soucy        | 21       | 289      | 245      | 35       | 9        | 6            | 95           | 83           | 9            | 3            | 27     | 384    | 328    | 44     | 12     |
| J. Sylvester    | 7        | 39       | 37       | 2        | 0        | -            | -            | -            | -            | -            | 7      | 39     | 37     | 2      | 0      |
| M. Vogel        | 12       | 38       | 29       | 6        | 3        | 3            | 9            | 9            | 0            | 0            | 15     | 47     | 38     | 6      | 3      |

P = presenze; PT = punti totali; AV = attacchi vincenti; MV = muri vincenti; BV = battute vincenti